# HD 8673
HD 8673 är en gulvit stjärna i huvudserien i stjärnbilden Andromeda. Den består av två eller flera stjärnor.
Stjärnan har den kombinerade visuella magnituden +6,34 och går därför nätt och jämnt att se för blotta ögat vid mycket god seeing.

## Planetsystem
En exoplanet, HD 8673 A b, kretsande kring huvudstjärnan i stjärnsystemet, upptäcktes 2005 och tillkännagavs 2010. Planeten kretsar runt stjärnan på ett avstånd av 3 AE med en omloppstid av 1 634 dygn och en excentricitet av 0,7.
| Planet | Massa         | Halv storaxel (AE) | Siderisk omloppstid (d) | Excentricitet | Inklination | Radie |
| ------ | ------------- | ------------------ | ----------------------- | ------------- | ----------- | ----- |
| A b    | 14,2 ± 1,6 MJ | 3,02 ± 0,15        | 1 634 ± 17              | 0,723 ± 0,016 | -           | -     |